# János Kajdi
János Kajdi est un boxeur hongrois né le 30 décembre 1939 à Szombathely et mort le 10 avril 1992 à Budapest.

## Carrière
Il remporte aux Jeux olympiques d'été de 1972 à Munich la médaille d'argent dans la catégorie poids welters.

## Palmarès

### Jeux olympiques
- Médaille d'argent en -67 kg aux Jeux de 1972 à Munich,  Allemagne

## Référence
1. ↑  (en) Résultats des Jeux olympiques 1972 (amateur-boxing.strefa.pl)